# Derek Loville
Derek Loville (San Francisco, 4 luglio 1968) è un ex giocatore di football americano statunitense che ha giocato nel ruolo di running back per otto stagioni nella National Football League (NFL). Al college ha giocato a football all’Università dell'Oregon.

## Carriera professionistica
Loville giocò al college alla University of Oregon e dopo non essere stato scelto nel Draft NFL 1990 firmò con i Seattle Seahawks dove trascorse le stagioni 1990 e 1991. Nel 1994 Derek vinse il suo primo Super Bowl con i San Francisco 49ers. Usato quasi sempre come riserva, Loville ebbe l'unica breve occasione di giocare come titolare nella stagione 1995 per la squadra della sua città natale, i 49ers, che guidò con 723 yard corse 10 touchdown. Quell'anno ricevette anche 87 passaggi per 662 yard. Gli ultimi due anni della carriera li passò come riserva di Terrell Davis ai Denver Broncos con cui conquistò altri due anelli del Super Bowl.

## Vittorie e premi
- Super Bowl : 3 Vincitore del Super Bowl (XXIX, XXXII, XXXXIII)

## Statistiche
| Partite totali     | 111   |
| Yard corse         | 1.620 |
| Touchdown su corsa | 16    |